# Plagithmysus chenopodii
Plagithmysus chenopodii là một loài bọ cánh cứng trong họ Cerambycidae.